# Bikoki
Bikoki (ou Bekoki) est un village du Cameroun situé dans le département de la Meme et la Région du Sud-Ouest. Il fait partie de la commune de Mbonge.

## Population
En 1953 on y a dénombré 205 personnes, puis 190 en 1967, principalement des Mbonge, du groupe Oroko.
Lors du recensement national de 2005, la localité comptait 344 habitants.